# 戈爾韋 (紐約州鎮)
戈爾韋（英語：Galway）是一個位於美國紐約州薩拉托加縣的鎮。

## 人口
根據2020年美國人口普查的數據，戈爾韋的面積為116.56平方千米，當中陸地面積為113.50平方千米，而水域面積為3.06平方千米。當地共有人口3525人，而人口密度為每平方千米30人。